# Eukoenenia grafittii
Espèce
Eukoenenia grafittii est une espèce de palpigrades de la famille des Eukoeneniidae.

## Distribution
Cette espèce est endémique de Sardaigne en Italie. Elle se rencontre dans la grotte Grotta del Sorel à Alghero.

## Description
La femelle holotype mesure 1,37 mm.

## Étymologie
Cette espèce est nommée en l'honneur de Giuseppe Grafitti.

## Publication originale
- Condé & Heurtault, 1993 : Palpigrades de Sardaigne, avec description d'une seconde espèce troglobie. Bollettino dell' Academia Gioenia di Scienze Naturali, vol. 26, no 345, p. 65-75 (texte intégral).